# Ten piękny dzień
Ten piękny dzień – zbiór opowiadań fantastyczno-naukowych autorstwa Janusza A. Zajdla, wydany w formie e-booka przez BookRage w 2014 roku. Jest to drugi z trzech tomów opowiadań zebranych Zajdla, zawierających łącznie wszystkie opublikowane przez niego krótkie utwory literackie. Zbiór obejmuje utwory napisane w latach 1970–1975.

## Spis treści
1. List pożegnalny
2. Kontakt
3. Nieingerencja
4. Wszystkowiedzący
5. Tam i z powrotem
6. Skorpion
7. Inspekcja
8. Konsensor
9. Poczucie winy
10. Porządek musi być
11. Apetyt na śliwki
12. Bunt
13. Pigułka bezpieczeństwa
14. Uranofagia
15. Przejście przez lustro
16. Metoda laboratoryjna
17. 869113325
18. Dokąd jedzie ten tramwaj?
19. Raport z piwnicy
20. Błąd pilota
21. Śmieszna sprawa
22. Ten piękny dzień
23. Potęga rozumu
24. Dziki w kartoflisku
25. Gra w zielone
26. Iluzyt
27. Instynkt opiekuńczy
28. Ferma
29. Dowód